# هاري والدن
هاري والدن (بالإنجليزية: Harry Walden)‏ (22 ديسمبر 1940 في المملكة المتحدة - 23 سبتمبر 2018) هو لاعب كرة قدم بريطاني في مركز الوسط. لعب مع نادي لوتون تاون ونادي نورثامبتون تاون ونادي كيترينغ تاون.

## وصلات خارجية
- هاري والدن على موقع قاعدة بيانات كرة القدم.إي يو (الإنجليزية)